# (16463) Nayoro
(16463) Nayoro es un asteroide perteneciente al cinturón de asteroides, región del sistema solar que se encuentra entre las órbitas de Marte y Júpiter.
Fue descubierto el 2 de marzo de 1990 por Kin Endate y Kazuro Watanabe desde el observatorio de Kitami.

## Designación y nombre
Designado provisionalmente como 1990 EK, fue nombrado por La ciudad de Nayoro, con una población de alrededor de 30 000 habitantes, está situada en el centro-norte de Hokkaido. Ha prosperado gracias a las industrias forestales, agrícolas y lácteas de la cuenca de Nayoro.

## Características orbitales
Nayoro está situado a una distancia media del Sol de 2,542 ua, pudiendo alejarse hasta 3,298 ua y acercarse hasta 1,786 ua. Su excentricidad es 0,297 y la inclinación orbital 7,399 grados. Emplea 1480,47 días en completar una órbita alrededor del Sol.

## Características físicas
La magnitud absoluta de Nayoro es 14,12. Tiene 5,321 km de diámetro y su albedo se estima en 0,273.